# Karl Schöppe (Politiker)

Karl Schöppe

Karl Schöppe (* 7. November 1880 in Aussig; † 16. Mai 1939 ebenda) war ein deutsch-böhmischer Politiker. Er bekleidete das Amt des Oberbürgermeisters von Aussig und des Obmanns der Deutschen Nationalpartei (DnP) in der Tschechoslowakei.

## Leben
Schöppe, Sohn eines böhmischen Landtagsabgeordneten, besuchte das Gymnasium in Leitmeritz und legte seine Matura 1899 ab. In Prag studierte er Rechtswissenschaften und beendete das Studium 1904 mit der Promotion. Als Student wurde er 1899 Mitglied der Burschenschaft Teutonia Prag. Den Ersten Weltkrieg erlebte er zuletzt als Hauptmann der Reserve.
1918 eröffnete er gemeinsam mit Walter Maresch eine Rechtsanwaltskanzlei in Aussig. 1919 ließ er sich zum ersten Mal für die DnP in den Stadtrat von Aussig wählen. Von 1919 bis 1923 übte er das Amt des Bürgermeisterstellvertreters aus. Von 1923 bis 1931 wurde er zum Oberbürgermeister der Stadt Aussig gewählt. 1929 übernahm er das Amt des Obmanns der Deutschnationalen Partei von Heinrich Brunar. Er behielt es bis zur Selbstauflösung der Partei am 3. Oktober 1933. Danach betätigte er sich kaum noch politisch und schied auch 1934 aus dem Aussiger Stadtrat aus.

## Werke
- Karl Schöppe u. a.: Aussig (= Die sudetendeutschen Selbstverwaltungskörper, Band 3). Deutscher Kommunalverlag, Berlin-Friedenau 1929